# Спербер, Уэнди Джо
Уэ́нди Джо Спе́рбер (англ. Wendie Jo Sperber; 15 сентября 1958, Голливуд, Калифорния, США — 29 ноября 2005, Шерман-Оукс, Калифорния, США) — американская актриса и комедиантка.

## Биография
Уэнди Джо Спербер родилась 15 сентября 1958 года в Голливуде (штат Калифорния, США).
В конце 1970-х годов Спербер начала сниматься в кино. Она стала наиболее известна по ролям в таких фильмах, как: «Я хочу держать тебя за руку» (1978), «Мальчишник» (1984), «Назад в будущее» (1985) и «Назад в будущее 3» (1990). Она часто снималась в комедиях, про это она рассказала в 1990 году на TV Guide: «Я актриса, которая любит говорить что-то смешное — дружный смех и работа сделана».
В 1983—1994 годах Спербер была замужем за продюсером Ричардом Веласкесом, от которого родила двух детей — сына Престона Веласкеса (род. 1986) и дочь Пёрл Веласкес (род. 1990).
В 1997 году у Спербер был диагностирован рак молочной железы. Вскоре болезнь перешла в ремиссию, а в апреле 2002 года — вновь дала о себе знать и начала распространяться по всему телу.
В последние годы жизни она, так же как и прежде, много работала, несмотря на сильное ухудшение здоровья, и скончалась в 47-летнем возрасте 29 ноября 2005 года в Шерман-Оуксе (штат Калифорния, США).